# جوني روفين
جوني روفين (بالإنجليزية: Johnny Ruffin)‏ هو لاعب كرة قاعدة أمريكي، ولد في 29 يوليو 1971 في بتلر في الولايات المتحدة.

## وصلات خارجية
- جوني روفين على موقع الدوري الياباني لكرة القاعدة (الإنجليزية)
- جوني روفين على موقعبيزبول رفرنس.كوم (الدوري الرئيسي) (الإنجليزية)
- جوني روفين على موقعبيزبول رفرنس.كوم (الدوري الثانوي) (الإنجليزية)
- جوني روفين على موقع مشجعي الرسوم البيانية (الإنجليزية)